# Acanthotritus dorsalis
Acanthotritus dorsalis är en skalbaggsart som beskrevs av White 1855. Acanthotritus dorsalis ingår i släktet Acanthotritus och familjen långhorningar. Inga underarter finns listade i Catalogue of Life.